# 김민성 (성우)
김민성(1969년 9월 19일~)은 대한민국의 성우이자 라디오 내레이터링 방송인이다. 문화방송 성우극회 소속. 1988년에서부터 9년간 연극배우로 활약하다가, 1997년 MBC 공채 14기 성우로 입사했다.

## 출연

### 방송
- 만화열전-라비헴 폴리스(MBC) - 남자2
- 만화열전-마스카(MBC) - 용병
- 러브레터(SBS)
- 용가리(KBS) - 센체스 (레스 브랜트)
- 페이스 오프(SBS)
- 프로젝트 B(MBC) - 경찰 특공대 대장(나예현)
- 본 아이덴티티(MBC) - 이먼 (팀 듀튼)
- 본 얼티메이텀(MBC) - 로스 (패디 콘시딘) 외
- 은밀한 유혹(MBC)
- 이연걸의 소림오조(MBC)
- 닥터 두리틀(MBC)
- 무인 곽원갑(MBC) - 조건(의세웅)
- 살인 박쥐의 습격(MBC) - 하지 (칼로스 자코트)
- 올림포스 영웅 제이슨(애니원) - 머큐리
- 헌터X헌터(애니원) - 바쇼
  - 헌터X헌터 OVA(애니박스) - 바쇼
- 고스포드 파크(MBC)
- 라스트 모히칸(MBC)
- 어느 멋진 날(MBC)
- 블루 데블(MBC)
- 시빌 액션(MBC) - 크롤리 (젤코 이바네크)
- 낭만풍폭(MBC)
- 사랑과 영혼(MBC)
- 피스메이커(MBC)
- 고질라(MBC)
- 롤러코스터2(tvN)
- 천녀유혼3(MBC)
- CSI 뉴욕(MBC)
- 프리잭(MBC)

### TV커머셜
- 나우스포츠

### 광고
- 미래애셋증권
- 츄파춥스
- 대림건설
- 글로벌 어학원

### 기타
- 21세기 위원회
- 웨더뉴스
- 기타특기 - 결혼식 사회

### 게임
- 하프라이프 2(밸브 코퍼레이션) - 아이작 클라이너 박사 역
- 진 삼국무쌍 2 - 하후연

### 내레이션
- 둠스데이 프레퍼스(NGC)
- 킹덤 오브 오션(NGC)
- 늑대 천국의 전설(NGC)
- 와일드 프레데터 - 치타편(NGC)
- 퍼펙트 프레데터 - 범고래편(NGC)
- 라스트 라이온(NGC)
- 스피드 킬러(NGC)
- 세렝게티(NGC)
- 브레인 게임(NGC)
- 넘버스 게임(NGC)
- 기적의 생존(NGC)
- 맨헌터(NGC)

## 같이 보기
- 문화방송 성우극회